# Husaltesjön
Husaltesjön är en sjö i Laholms kommun i Halland och ingår i Lagans huvudavrinningsområde. Vid provfiske har bäckröding, regnbåge och öring fångats i sjön.